# James Maitland Lauderdale
James Maitland, VIII conte di Lauderdale (Ratho, 26 gennaio 1759 – Lauder, 10 settembre 1839), è stato un nobile ed economista britannico.

## Biografia
Nelle sue opere affermò il conflitto fra ricchezza privata e ricchezza generale ed entrò in conflitto con Henry Brougham.

## Opere

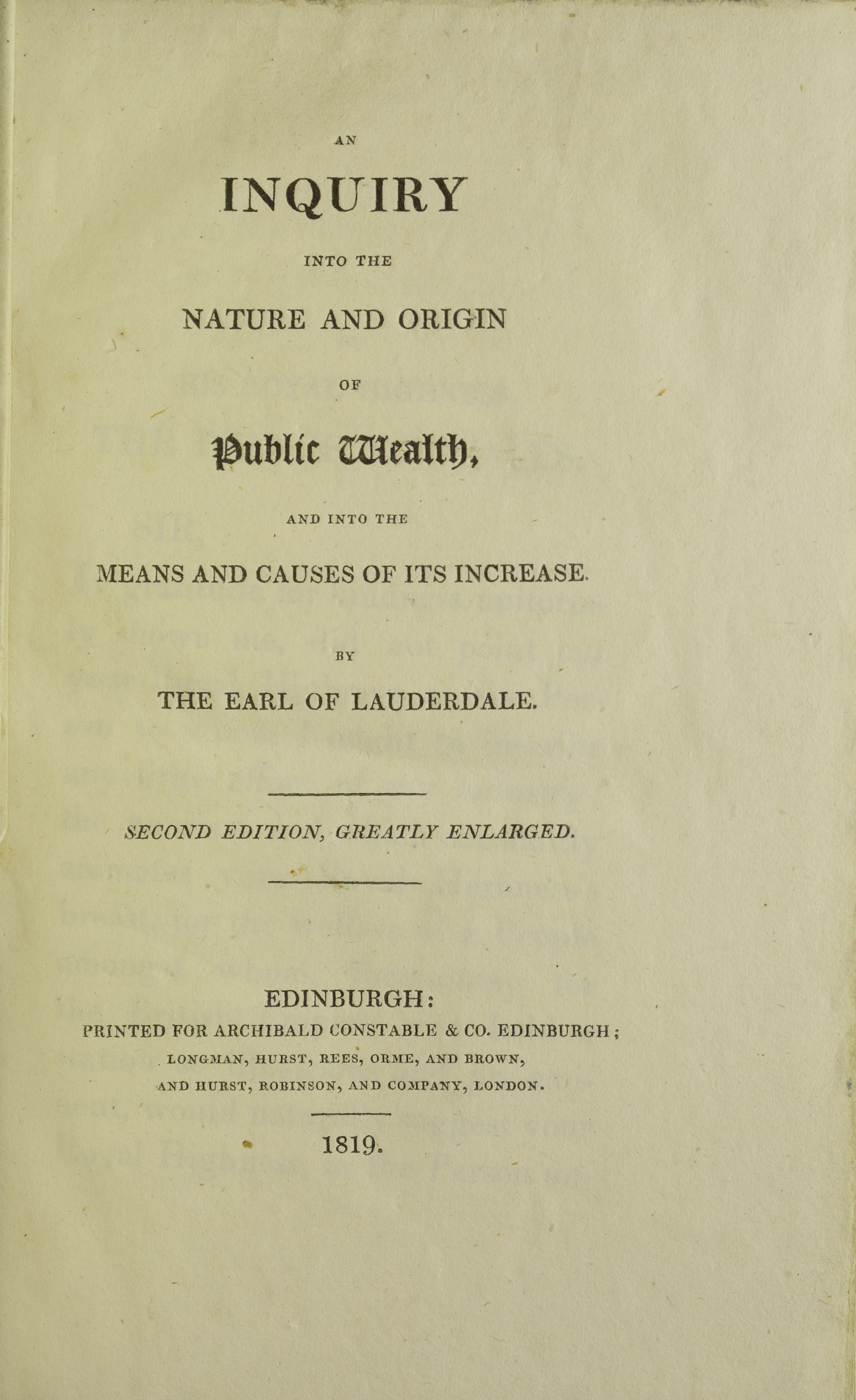
Inquiry into the nature and origin of public wealth, 1819

- (EN) Inquiry into the nature and origin of public wealth, and into the means and causes of its increase, Edinburgh, Archibald Constable & Co., 1819.